# Iglesia de Nuestra Señora de la Candelaria (Tías)
La iglesia de Nuestra Señora de la Candelaria es la parroquia del municipio de Tías en la isla de Lanzarote (Islas Canarias, España).

## Historia y características
El origen de la iglesia está vinculado al poblamiento de Tías y a la imagen de la Virgen de Candelaria aparecida a los guanches a mediados del siglo XV. Familias de Fuerteventura llevaron a Tías a la imagen original de la Candelaria que había sido robada de la isla de Tenerife por los castellanos y posteriormente devuelta a dicha isla. Hay que tener en cuenta también que el aborigen tinerfeño Antón Guanche (primer custodio de la imagen de la Virgen en dicha isla) estuvo cautivo en Lanzarote sobre 1420, donde fue cristianizado. 
El templo actual, del siglo XVIII, fue construido en el asentamiento que surge en Tías tras las erupciones volcánicas de Timanfaya a principios del siglo. Anteriormente ya existía una iglesia bajo esta advocación de Nuestra Señora de la Candelaria que fue sepultada bajo la lava por la violenta erupción, como más de la mitad de la isla. Junto a ella y por el mismo periodo se construye el cementerio, el más antiguo de Lanzarote. El culto a la Virgen de Candelaria en Tías y en todo Lanzarote estuvo muy vinculado históricamente a las erupciones volcánicas, del mismo modo que la actual patrona de la isla, Nuestra Señora de los Dolores o de los Volcanes.
El templo tiene un peculiar campanario doble. En el altar mayor se encuentran las imágenes de la Virgen de la Candelaria y a los lados San Blas y San Francisco Javier. Las fiestas patronales del municipio son el 2 de febrero en honor a la Virgen de la Candelaria y San Blas.